# Порог (спектакль)
«Поро́г» — спектакль в жанре драмы, поставленный Геннадием Егоровым в 1984 году на основной сцене Ленинградского академического Большого драматического театра имени М. Горького по пьесе белорусского писателя и драматурга Алексея Дударева «Порог».

## Краткое содержание

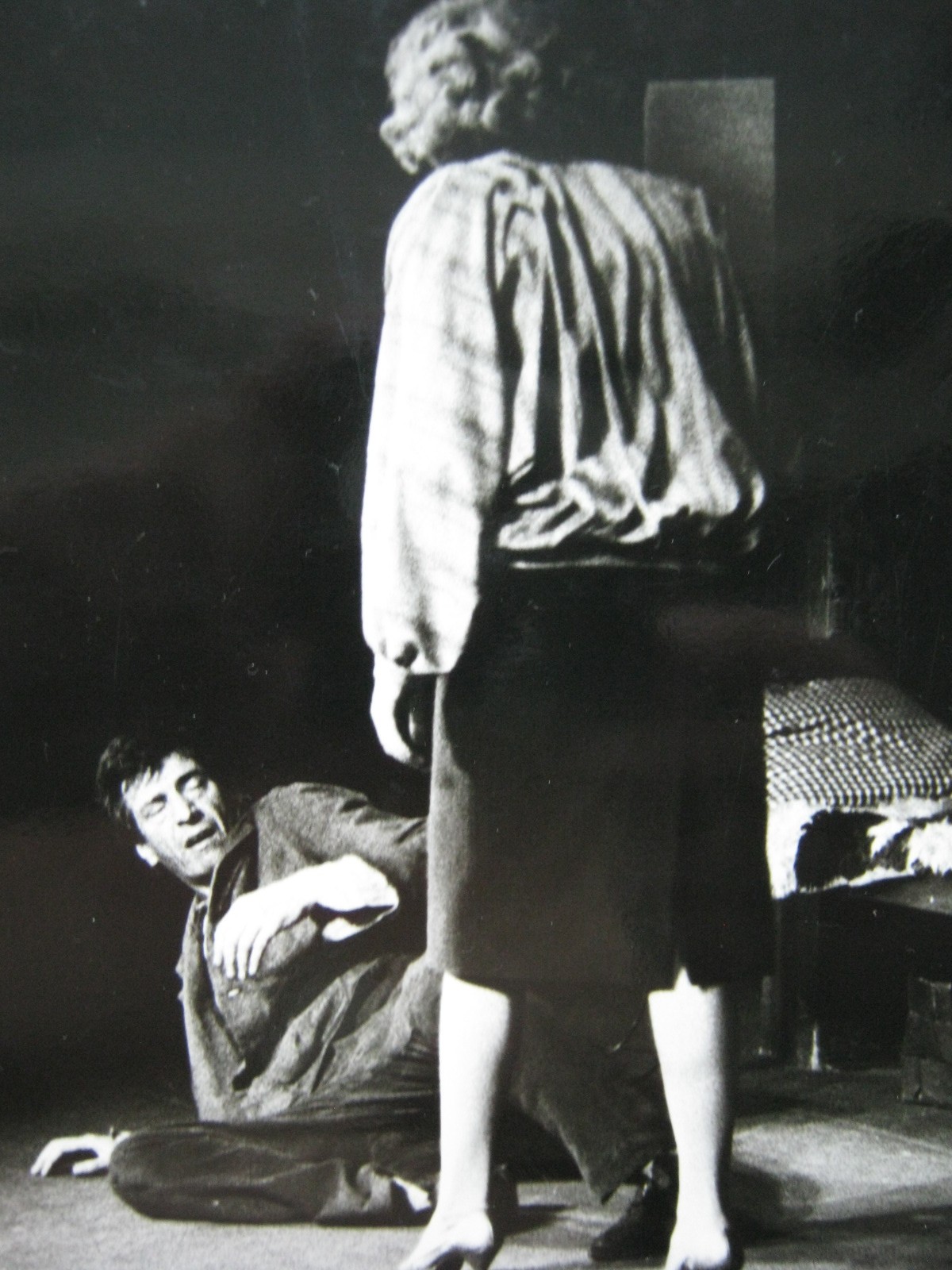
Сцена из спектакля Порог Валерий Ивченко в роли Андрея Буслая, Тамара Лебедева в роли Алины

Главный персонаж спектакля Андрей Буслай — человек от природы умный и душевно щедрый, но спившийся и стоящий уже у той грани, за которой кончается человек. Сын крестьянина-труженика, в юности обладавший многими способностями, он был достоин чистой и сильной любви, но от всего отказался. Не нужны ему отец и мать, которые любят его любого и страдают за него. Не нужна ему жена, которая понимает, что любить-то его уже не за что. Не нужен сын. И сама жизнь не нужна Буслаю. Он покорился собственной слабости и поклонился ей как божеству. «Научите собаку думать, и собака запьёт» — это его девиз-оправдание.
Мысли Буслая были типичными для поколения, которому он принадлежал. «Все мои однокашники живут себе спокойненько, а я не живу, а думаю. А от мыслей тошно делается. Выпью — всё становится понятным, радостным, и все проблемы приятными делаются, просплюсь — все сначала. А здоровый я бы не выдержал. У меня нервов не хватает трезвым долго быть. Очень много думать начинаю».
Сама поза Андрея Буслая стала центральным образом спектакля. В переводе с белорусского бусел — аист, птица счастья. В спектакле задумавшийся Андрей Буслай замирал на одной ноге, растрепанная голова, втянутая в плечи, и раскинутые безвольные руки как крылья, которые не могли оторвать его от земли.
Уход Андрея Буслая из родного дома, из села, где он вырос, уход от семьи, его нравственное и физическое падение, приверженность к алкоголю тесно связано с искажением мироощущения. Свою конченность Буслай не скрывал, она для него, в сущности, была удобна. Его душа, не привыкшая трудиться, даже в состоянии отчаяния утешается тем, что не должна больше делать никаких усилий. Он уверовал в свою исключительность, и окружающие помогли ему в этом.
Мать — умная, сильная женщина, познавшая тяжкое лихо войны и утрат, обратила безоглядную любовь на сына и в судьбе его обвинила всех окружающих. Отец — человек абсолютной нравственной чистоты и цельности, истинный труженик — в какой-то момент, повинуясь своему суровому максимализму, не нашёл необходимых для сына слов. Нина — бывшая жена Буслая, после его ухода и падения соединила свою жизнь с преданным ей хорошим человеком Николаем. Хотя в душе Нины продолжала жить любовь к Андрею и тоска о нём. Все, кто окружал Буслая, в той или иной степени причастны к его падению. Но более всех он сам.
В спектакле есть важный персонаж, ни разу на сцене не появляющийся. Это — писатель Пакутович, в квартиру которого попадает Андрей Буслай. Его, пьяного, замерзающего на снегу, спас и привёл в свою квартиру Пакутович. Те, кому доводилось переступать порог этой квартиры, в дверях которой даже не было замка, оказывались в доме, где лечат души, нуждающиеся в понимании и тепле. Нравственное возрождение бескорыстным добром, которым одаривал людей Пакутович, пробуждение в них лучшего — в этом смысл того, что делал писатель. Буслай поначалу вступает в борьбу с самой идеей Пакутовича, ибо она разрушает взлелеянную годами его философию, где оправданием падения был безнадёжный эгоизм. Поверив Пакутовичу, Андрей должен был перечеркнуть свою прежнюю жизнь. Но так, и только так, Буслай, сам себе подрезавший крылья, может вернуться к самому себе, к людям.

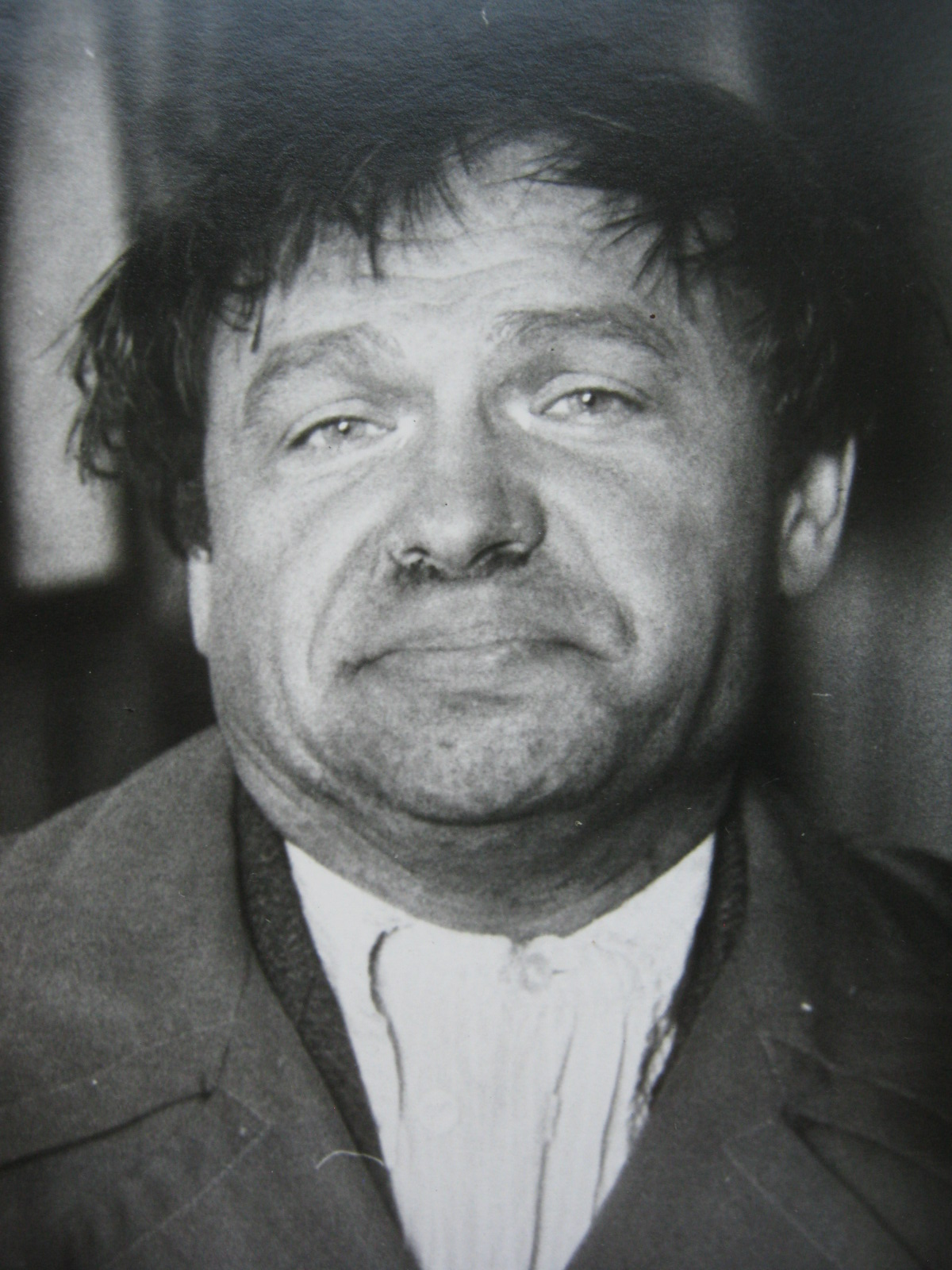
Геннадий Богачёв в роли Шаргаева

Андрей Буслай проходит через страшное испытание: он как бы увидел со стороны собственную смерть. Милиция обнаружила труп замёрзшего несколько месяцев назад человека, в кармане которого был паспорт Андрея Буслая. Паспорт позволил предположить милиции, что погиб он – Андрей. Но на самом деле Андрей жив, а погиб и похоронен его собутыльник - Шаргаев. Погиб, потому что потерял человеческий облик и потому что не встретил, как Буслай в роковую минуту, человеческой доброты. Эта страшная ошибка заставляет Андрея Буслая с огромной силой ощутить опасность, которая ему грозит, осознать какое будущее его ожидает и с отчаянием броситься обратно, домой, в родное село. Закричать, что он жив! И попросить прощения у своего маленького сына Гришутки. Не зная, что это его отец, Гришутка просит плачущего «дяденьку» рассказать ему сказку. Андрей Буслай изо всех сил пытается вспомнить хоть какую-нибудь сказку, хоть что-то. И — не может. «Не помню!».
Медленно, словно в специально задержанных кинокадрах, Андрей Буслай опускает свою руку. Ещё минута и его грубая ладонь встречается с ручонкой сына. Гришутка сжимает руку отца доверчиво и крепко. К ним присоединяются все действующие лица спектакля. Цепь замкнулась. Взявшись за руки, уже актёры — герои пьесы — смотрят в зал. Буслай, так яростно державшийся прежде за неприятие людей, оправдывающее все их слабости и пороки, — звено в этой цепи.
С этой минуты он возвращается к людям. Он возвращается, переступив порог. Финалом спектакль выразил: надежда всё-таки есть, Буслай понял, что без людей жить нельзя.

## Действующие лица и исполнители
- Буслай Андрей — Ивченко В. М.[8]
- Мать — Попова Э. А., Шарко З. М.
- Отец — Неведомский Л. В.[9]
- Алина — Лебедева Т. Н.
- Драгун — Ерёмин В. А.
- Николай — Мироненко Ю. Н.
- Нина — Немченко Е. Е.
- Гришутка — Максим Соколов
- Шаргаев — Богачёв Г. П.
- Милиционер — Караваев В. И.
- Красовский — Пустохин А. Ф.

## Создатели спектакля
- Постановщик — Егоров Г. С.
- Художник — Земцова О. И.
- Звукорежиссёр — Изотов Г. В.
- Художник по свету — Кутиков Е. М.
- Помощник режиссёра — Комаров С. В.

## История
В 1982 году Георгий Товстоногов пригласил Геннадия Егорова работать режиссёром-постановщиком в Ленинградский АБДТ им. Горького и доверил поставить на сцене знаменитого театра три спектакля. Первыми стали «Островитянин» А. Яковлева и «Сёстры» («Сад без земли») Л. Разумовской на малой сцене театра (впоследствии спектакли были переведены на большую сцену).
Оба спектакля получили одобрение главного режиссёра театра Георгия Товстоногова и внимание зрителя.
«Порог» стал третьим самостоятельным спектаклем для режиссёра Егорова на сцене БДТ.
В спектакле на главную роль был назначен актёр Валерий Ивченко. Она должна была стать его дебютом в БДТ имени М. Горького. Одновременно на большой сцене Товстоногов выпускал оперу-фарс «Смерть Тарелкина» с Евгением Лебедевым в главной роли. Лебедев неожиданно заболевает, и режиссёру Егорову сообщили, что артист Ивченко назначен на роль Тарелкина. К репетициям спектакля «Порог» Валерий Ивченко вернулся только после премьеры спектакля «Смерть Тарелкина».
12 мая 1984 года на основной сцене БДТ имени М. Горького состоялась премьера спектакля «Порог», вызвав положительные отзывы писателей и критиков.

Спектакль «Порог» задевает всех нас особенно сильно потому, что он сомкнулся с нашим повседневным жизненным опытом. Самой тональностью спектакля, его болью, которая непременно становится и нашей болью. Его тревогой — не столько за конченого человека Андрея Буслая, сколько за тех, кто, подобно ему, может оказаться за порогом. И это и будет — а как же иначе? — потерей для общества, ведь семью калечим, человека теряем, значит, и тревога наша общая. Поэтому подступы к болевой точке искать нам всем вместе — и в театре, и вне театра.
— И. Меттер

По-граждански остро ведёт диалог со зрительным залом Ленинградский академический Большой драматический театр имени М. Горького, который обратился к пьесе белорусского драматурга А. Дударева «Порог». История о распаде человеческой личности, рассказанная гневно и страстно, задевает каждого сидящего в зале, далеко выходит за рамки обычного театрального действия.
— О. Сердобольский